# Демет Евгар
Демет Евгар (англ. Demet Evgar нар. 18 травня 1980, Маніса, Туреччина) — турецька акторка художніх фільмів та серіалів. Почала кар'єру у 2000 році. Першою її роботою у великому кіно була роль у серіалі «Сім сусідів». Також проводить активну кар'єру як акторка в театрі, де дебютувала. Засновниця «Pangar», «Hata Yapım Atölyesi», «Müşterek», «Multi Arts Production».

## Біографія
Дочка Бінгул Евгар і Льовента Евгара. Її брат Їгіт Евгар. Закінчила Стамбульський університет Національної консерваторії в театрі.
Демет Евгар почала грати у 17 років з аматорською театральною трупою «Afsem Theatre». Її перша поява на сцені була в п'єсі Рея Куні «Це працює в сім'ї». Під час навчання в Національній театральній школі Стамбульського університету Евгар сформувала зі своїми друзями театральну групу «Тіятро Кілчік».
Працюючи в групі як акторка, Евгар була частково і драматургинею, беручи участь у написанні сценаріїв. Потім Евгар виступала в знаменитому театрі «Кентер» у виставі «Блакитна кімната». Вистави «Анна Кареніна», «Басамак» і «Кимри» з її участю були удостоєні нагород. Брала участь у виставі «Анна Кареніна» у 2006 році.
У 2007 році Демет Евгар з'явилася на сцені в постановці «Rock Musical». Її пізніші виступи в театрі «Пангар», який вона сформувала у 2012 році, включали такі шедеври, як «Макбет» і «Король Лір». Після цих вистав акторка навчилася успішно грати складні ролі.
Перехід на телебачення і кіно здавався безпроблемним завдяки навичкам в театрі. Евгар з'явилася в багатьох телешоу, таких як «Керем з Асли», «Мої діти» і «Командир замовлень», а після слідував ряд успішних фільмів: «Ванна кімната», «Жінки бейза», «Я бачив Сонце» і «Хоробрі оттомани».
Серіал «Чоловік і жінка» був створений як ремейк французького телешоу «Un Gars, Une Fille». Його трансляція йшла відразу на трьох популярних каналах: «Star TV». «Turkmax» і «Fox TV». У цьому серіалі вона грала Зейнеп. Ця роль принесла Евгар загальне визнання і популярність в акторському світі Туреччини. Серіал тривав 8 сезонів, мав 465 серій.
Завдяки широкому спектру навичок та глибокому розумінню акторського стилю Демет Евгар отримала безліч нагород в театральному, теле- і кіномистецтві. У 2016 році почався відомий серіал «Ти моя Батьківщина», в якому Евгар зіграла Кара Фатьму.
У 2017 році знімалася в комедії, в якій знялася Гюльсе Бірсель.
У 2018 році Демет Евгар була призначена на головну роль в серіалі «Двір» (Avlu), де грає ув'язнену. Крім того, до виходу готується фільм «Обідній стіл з секретом», в якому вона затверджена на головну роль. Її персонажка — турботлива домогосподарка, з повадками маніяка-вбивці.
Демет Евгар бере участь в дуже успішних і якісних проєктах. Окрім кінематографа, вона багато сил віддає театру.

## Особисте життя
Про особисте життя Демет Евгар відомо небагато. Має дружні стосунки з актором Ерканом Колчаком.
16 березня 2022 року Демет Евгар одружилася з бізнесменом Левентом Бабаташем (Levent Babatas), повідомивши про це у своєму Інстаграмі. 17 серпня 2022 року Демет Евгар і Левент Бабаташ взяли на руки свою дочку Маві.

## Нагороди та відзнаки
- Виграла «Кращу комедію телесеріалу» на 37-й премії «Золотий метелик» у 2010 році.
- Виграла «Кращу жіночу роль в комедії» на 23-й премії театру і кіно імені Садрі Алишика у 2018 році.
- У 2018 році обрана «Жінкою року» за версією GQ Turkey.

## Фільмографія
- 2024 — Бахар / Bahar (серіал) — Бахар Озден Явузоглу
- 2020 — Яскраве полум'я / Alev Alev (серіал) — Джемре Каябейлі
- 2019 — Політ на килимі-літаку-2 / Organize Isler 2 (фільм)
- 2018 — Двір / Avlu (серіал) — Деніз Демір
- 2018 — Обідній стіл з секретом / Sofra Sırları (фільм) — Несліхан
- 2017 — Немає необхідності в спостерігачах / Aşkın Gören Gözlere İhtiyacı Yok (фільм) — Хандан
- 2017 — Між сім'єю / Aile Arasında (фільм) — Солмаз
- 2017 — Моя Батьківщина — Ти / Vatanım Sensin (серіал) — Кара Фатма
- 2016 — Поганий кіт Шерафеттін / Kötü Kedi Serafettin (серіал) — Міскет
- 2015 — Ось ще / Yok Artık (фільм) — Сейда
- 2013 — Ти освітиш ніч / Sen Aydınlatırsın Geceyi (фільм) — Ясмін
- 2013 — У мене є роль / Cast-ı Olanmı Var (фільм)
- 2011 — Початок / Başlangıç (фільм) — Дуйгу
- 2011 — Нічого собі знайомства / Vay Arkadaş (фільм) — Ніл
- 2009 — Хоробрі оттомани / Yahşi Batı (фільм) — Сузан Ван Дйке
- 2009 — Невинний / Masumlar (серіал) — Башак
- 2009 — Я бачив Сонце / Güneşi Gördüm (фільм) — Хавар
- 2009 — 1 Kadın 1 Erkek / Чоловік і жінка (серіал) — Зейнеп
- 2007 — Макіяж в темряві / Karanlıkta Makyaj (фільм) — Сеслендірме
- 2006 — Чоловіки не плачуть / Erkekler Ağlamaz (серіал) — Зейнеп
- 2006 — Театр Демет / Bir Demet Tiyatro (серіал) — Шермійе
- 2005 — Наказуй, командир / Emret Komutanım (серіал) — Устеймен Чійдем
- 2005 — Жінки Бейзи / Beyza'nın Kadınları (фільм) — Бейза Тюркер
- 2005 — Ванна кімната / Banyo (фільм) — Хюлья
- 2004 — Мої діти / Bütün çocuklarim (серіал) — Ейси
- 2003 — Чинаралти / Çınaraltı (серіал) — Нилюфер
- 2003 — Падіння сфери / Yuvam Yıkılmasın (серіал) — Гюлья
- 2002 — Aslı ile Kerem / Керем з Асли (серіал) — Еліз
- 2002 — Солодке життя / Tatlı Hayat (серіал) — Дефне
- 2000 — Сім сусідів / Yedi Numara (серіал) — Еліз